# Кузнецова, Алла Алексеевна
Алла Алексеевна Кузнецова (в замужестве Герасимова; 1940—2003) — удмуртская поэтесса. Член Союза писателей России (1991), заслуженный работник культуры Удмуртской Республики. 
Лауреат Удмуртской национальной литературной премии им. Ашальчи Оки (1995).

## Биография
Алла Алексеевна Кузнецова родилась 29 ноября 1940 года в деревне Чемошур Завьяловского района Удмуртии. Послевоенное детство выдалось тяжёлым — девочке некоторое время пришлось жить и учиться в русскоязычном доме-интернате.
Не получив среднего образования, в 16 лет она уехала в город, где работала чернорабочей на кирпичном заводе, фрезеровщицей на машиностроительном заводе, уборщицей, вахтёром и на прочих невысоких должностях. 
Вскоре вышла замуж, однако брак просуществовал недолго. По семейным обстоятельствам довелось жить и трудиться в разных городах страны: библиотекарем в Орле, воспитательницей в тубсанатории Чарджоу, на дорожном участке в Вологде. 
Лишь в 34 года получила среднее образование — окончила Республиканскую заочную среднюю школу.

## Творчество
До 18 лет Алла Алексеевна не знала родного удмуртского языка, поэтому заниматься творчеством начала на русском. Впервые её стихи на русском языке были опубликованы в 1966 году в газете «Комсомолец Удмуртии»; через два года уже на удмуртском — в «Советской Удмуртия». Позднее печаталась в журнале «Молот», в газете «Литературная Россия», коллективных сборниках, венгерских и финских журналах. Занималась также переводами с удмуртского и на удмуртский язык.
В 1976 году был издан первый самостоятельный сборник стихов Аллы Кузнецовой — «Чуръёсы тыныд» (в переводе с удм. — «Строки тебе»). Основными его темами стали счастье материнства, патриотизм, алкоголизм, боязнь любить, ненависть к войне.
К 55-летию поэтессу вышел в свет сборник «Лушкем яратон» (с удм. — «Интим»), в который вошли стихи как на удмуртском, так и на русском языках. К 60-летию издана новая книга под названием «Улонысь но… уйвӧтысь но…» (с удм. — «Из яви… из снов…»), в которую наряду с новыми вошли избранные произведения прошлых лет.
Некоторые из стихов Аллы Кузнецовой положены на музыку. Среди них: «Малпасько тонэ», «Капи-кап», «Эх, арганэ» и др.

## Смерть
Трагически погибла 12 августа 2003 года в результате автодорожной аварии.

## Память
С 2016 года библиотека села Октябрьский Завьяловского района носит имя Аллы Кузнецовой. В мае 2021 года на здании библиотеки была установлена мемориальная доска поэтессе.